# パリ条約 (1806年5月)
パリ条約（パリじょうやく、フランス語: Traité de Paris）は1806年5月24日にパリで締結された、フランス第一帝政とバタヴィア共和国の間の条約。条約によりバタヴィア共和国は消滅、代わりにナポレオン・ボナパルトの弟ルイ・ボナパルトを王として戴くホラント王国が成立した。

## 内容
第2条により、ナポレオンは弟のルイがホラント王国の王に即位することに同意し、ホラント王位が世襲によって男子にのみ継承されることを定めた。

## 署名者
条約に署名した両国の代表は下記である。
- フランス第一帝政の代表
  - 外相シャルル＝モーリス・ド・タレーラン＝ペリゴール
- バタヴィア共和国の代表
  - 海軍相カレル・ヘンドリック・フェアフール（英語版）提督
  - 大蔵相アレクサンダー・ゴージェル（英語版）
  - 議員ヤン・ファン・スティーラム（オランダ語版）
  - 国務委員会委員ウィレム・シクス・ファン・オテルレーク（オランダ語版）
  - 全権大臣ヘラルド・ブランセン（英語版）